# Orestes japonicus
Orestes japonicus (Syn.: Pylaemenes japonicus) ist ein Vertreter der zu den Gespenstschrecken zählenden Gattung Orestes.

## Merkmale
Orestes japonicus ist eine langgestreckte und kräftige Orestes Art. Männchen sind 38 bis knapp 40 mm lang. Sie sind fast einfarbig mittel- bis dunkelbraun gefärbt und zeigen frisch adult gehäutet kleine dunkle Flecken an der Basis des Abdomens und ein größeres Paar, wie Flügelstummel wirkender Flecken auf dem Metanotum. Vor und hinter den Augen befinden sich paarweise angeordnete, stumpfe Stacheln. Auf der Stirnspitze sitzen zwei deutliche Erhebungen, die sich hinten fast berühren und sich nach vorne unten voneinander entfernen. Am Hinterrand des Mesonotums sitzt ein Paar besonders großer Tuberkeln. Das Abdomen ist im Querschnitt rund. Am Hinterrand des achten Abdominalsegments befindet sich eine mittig sitzende Erhebung.
Weibchen werden 44 bis 49 mm lang und zeigen frisch adult oder als ältere Nymphen die auch für andere Weibchen der Gattung typische Zeichnung aus schwarzen Flecken auf lebhaft kombinierten Beige- und Brauntönen. Ihr Mesonotum ist parallelseitig, das Metanotum quadratisch. Hierin unterscheidet sie sich von den Weibchen der nahe verwandten Orestes shirakii, deren Mesonotum nach hinten leicht erweitert ist, während das Metanotum rechtwinklig ist.
Die Zeichnung beider Geschlechter verblasst mit zunehmendem Alter und die Tiere werden dann zusehends einheitlich braun. Die Nymphen können unter bestimmten Bedingungen auffällig rotbraun gefärbt sein.

## Vorkommen
Orestes japonicus ist auf den japanischen Ryūkyū-Inseln zu finden. Dort ist die Art in der Präfektur Kagoshima auf Amami-Ōshima, Yakushima und Yoro-jima und in der Präfektur Okinawa auf Miyako-jima, Irabu-jima, Ishigaki-jima, Iriomote, Yonaguni und Okinawa Hontō der Hauptinsel der Okinawa-Inseln nachgewiesen worden.

## Taxonomie und Systematik
George Ho Wai-Chun beschrieb die Art 2016 unter dem Protonym Pylaemenes japonicus anhand von ihm untersuchter Sammlungsexemplare. Der Artname bezieht sich auf deren Verbreitungsgebiet. Als Holotypus wählte er ein bereits am 8. Mai 1982 von Masaya Okada auf Yakushima gesammeltes Weibchen, welches im Osaka Museum of Natural History hinterlegt ist. Diverse bereits in den Jahren 1979 bis 2012 gesammelte Präparate wurden zu Paratypen erklärt und befinden sich in den Sammlungen des Osaka Museum of Natural History, der Hong Kong Entomological Society und der Privatsammlung von Okada in Nagoya. Bereits 1935 hatte Tokuichi Shiraki Tiere aus dem Japanischen Kaiserreich untersucht, die er als Datames mouhotii bezeichnete (heute gültiger Name Orestes mouhotii). Diese Tiere stellten Ho und Paul D. Brock 2013 in die von ihnen beschriebene Art Pylaemenes shirakii (heute gültiger Namen Orestes shirakii). Ho differenzierte die Funde 2016 weiter und zählt lediglich Shirakis aus Taiwan stammende Tiere weiterhin zu Pylaemenes shirakii, während er die von den Ryūkyū-Inseln stammenden Tiere 2016 als Pylaemenes japonicus beschrieb. Auch die von Okada (1999) sowie die von Brock (1999) ebenfalls als Datames mouhotii angesprochenen und die von Brock & Okada (2005) sowie von Ichikawa (2015) als Pylaemenes guangxiensis (heute gültiger Name Orestes guangxiensis) bezeichneten, sowie die von Ho selbst 2013 und Frank H. Hennemann et al. (2016) Orestes shirakii genannten Tiere, gehören laut Ho zu Pylaemenes japonicus.
Im Rahmen der Beschreibung von sechs neuen Arten aus Vietnam stellten Joachim Bresseel und Jérôme Constant die Art 2018 in die Gattung Orestes.
Wie molekulargenetische Untersuchungen von Sarah Bank et al. zeigen, bildet Orestes japonicus gemeinsam mit Orestes shirakii und zwei vietnamesischen Arten eine Klade innerhalb der monophyletischen Gattung Orestes. Bei den vietnamesischen Arten handelt es sich um Orestes dittmari, der direkten Schwesterart von Orestes japonicus und eine noch unbeschriebene Art aus dem Tay Yen Tu Naturschutzgebiet.

## Terraristik
Der erste und bisher einzige in der Terraristik verbreitete Stamm ist seit 2013 ist in Europa sexuell in Zucht. Er wurde zunächst als Pylaemenes guangxiensis "Okinawa" bezeichnet. Kazuhisa Kuribayashi hatte die Ursprungstiere etwa 2010 auf Okinawa gesammelt. Er bezeichnete diese, Brock und Okada (2005) folgend, als Pylaemenes guangxiensis. Die Tiere wurden 2018 von Bresseel und Constant als Orestes japonicus identifiziert.
Orestes japonicus ist leicht zu halten und zu züchten. Bevorzugt wird eine hohe Luftfeuchtigkeit, die durch eine Schicht Erde erreicht werden kann. Gefressen werden Blätter von Brombeeren oder andere Rosengewächsen, außerdem auch von Shallon-Scheinbeere (Salal), Haseln, Eichen, Buchen, sowie von Efeutute und anderen Aronstabgewächsen.

## Bilder

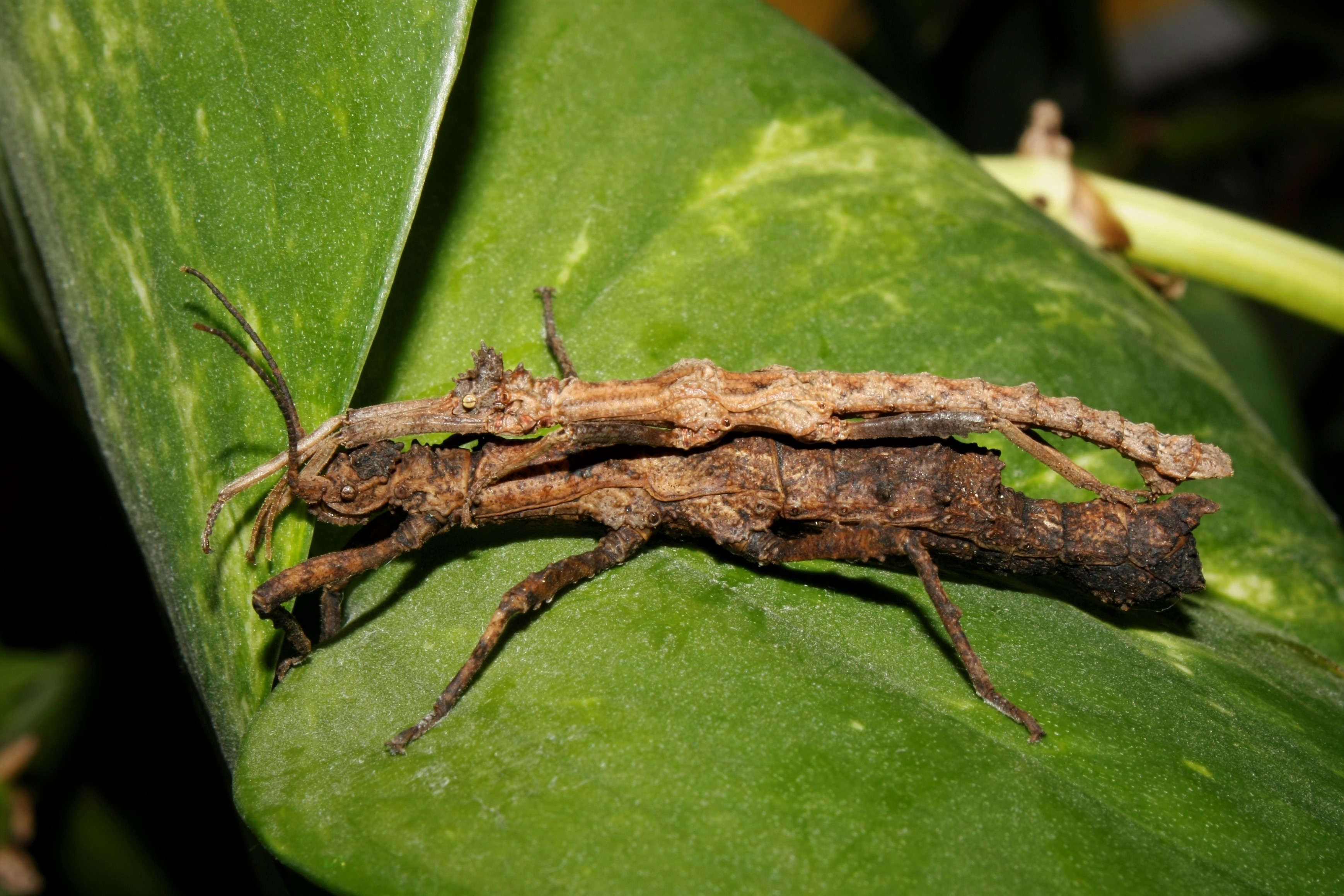
Pärchen vom Okinawa Stamm
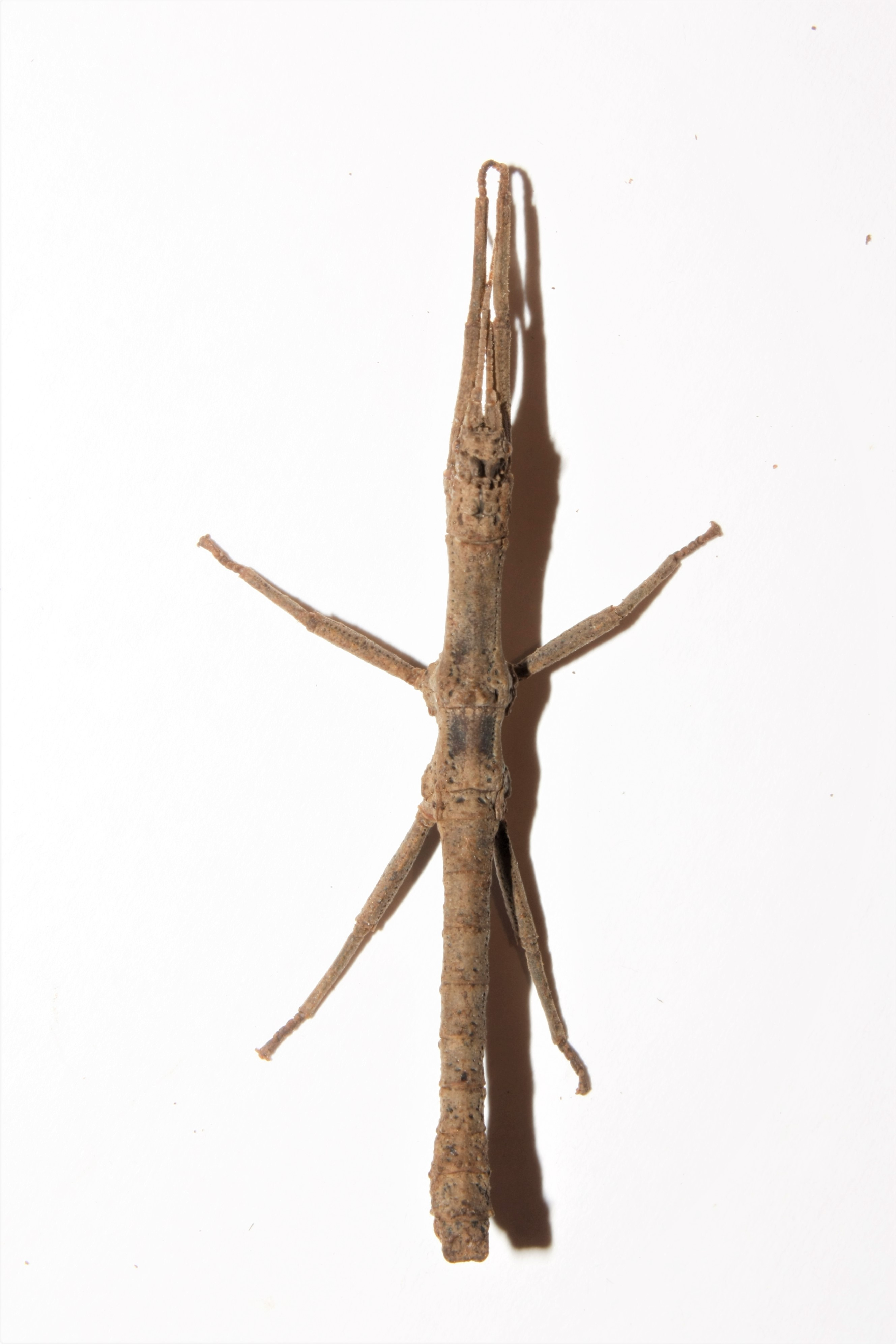
Männchen vom Okinawa Stamm – dorsal
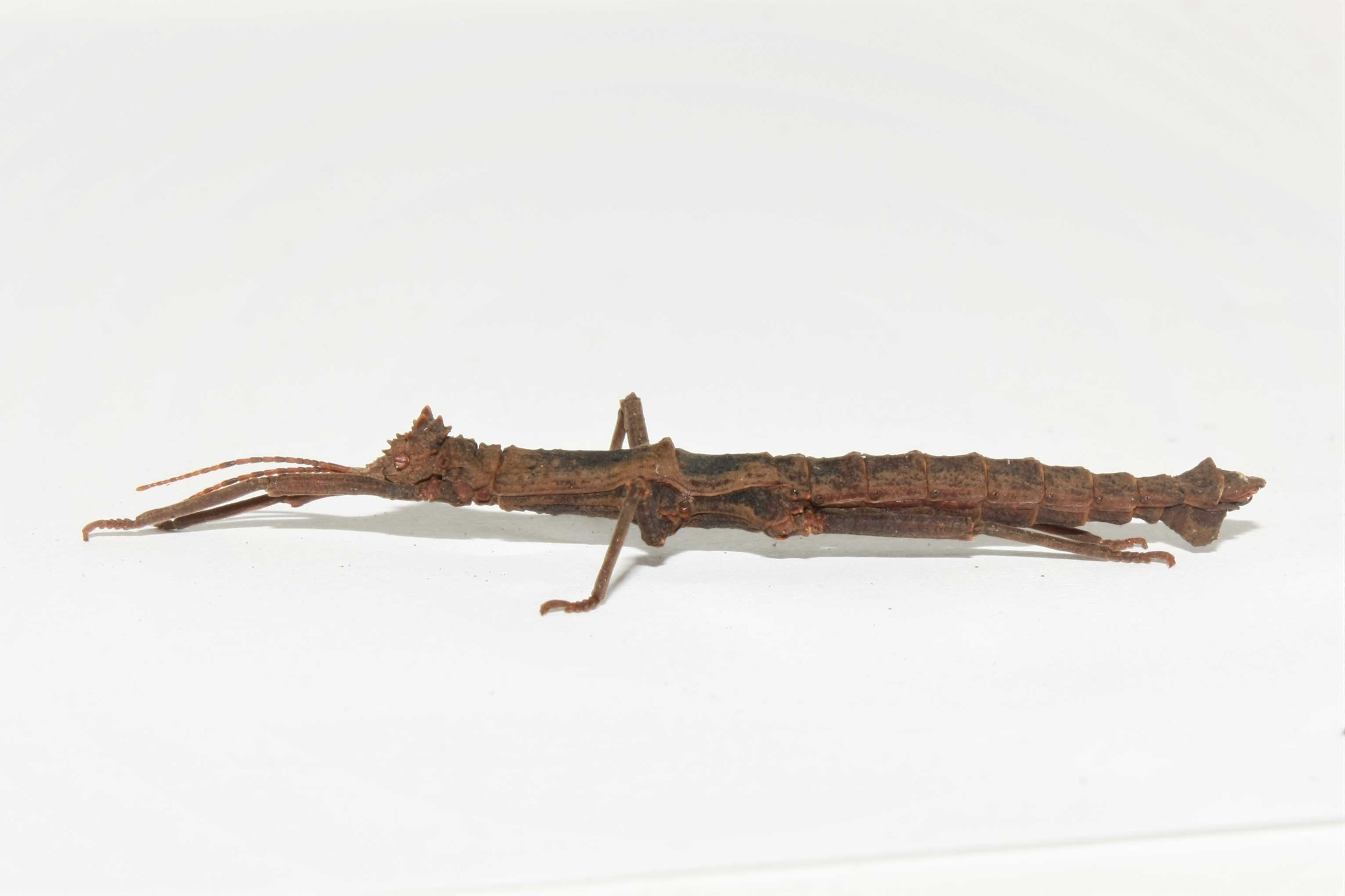
Männchen vom Okinawa Stamm – lateral
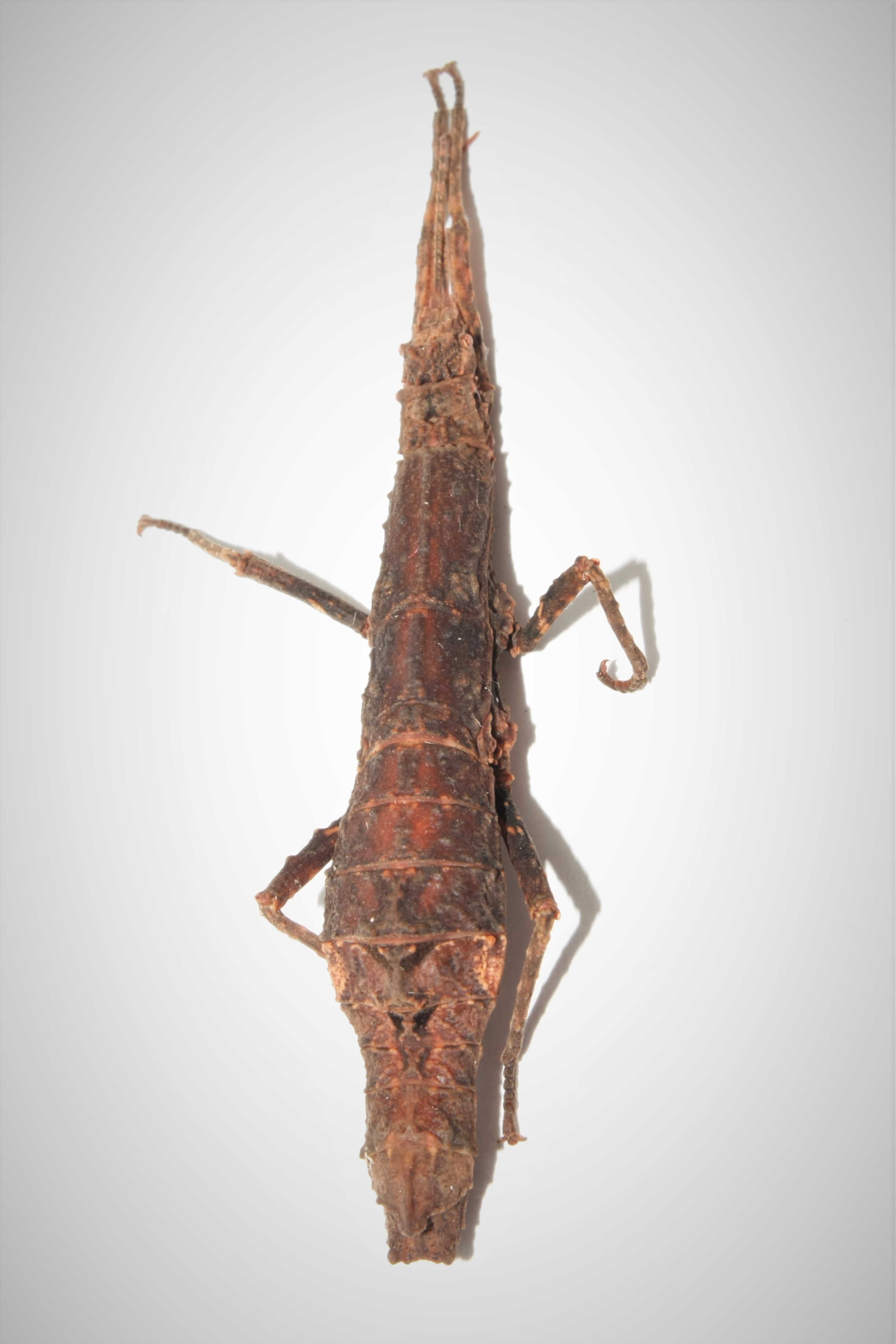
Weibchen vom Okinawa Stamm – dorsal
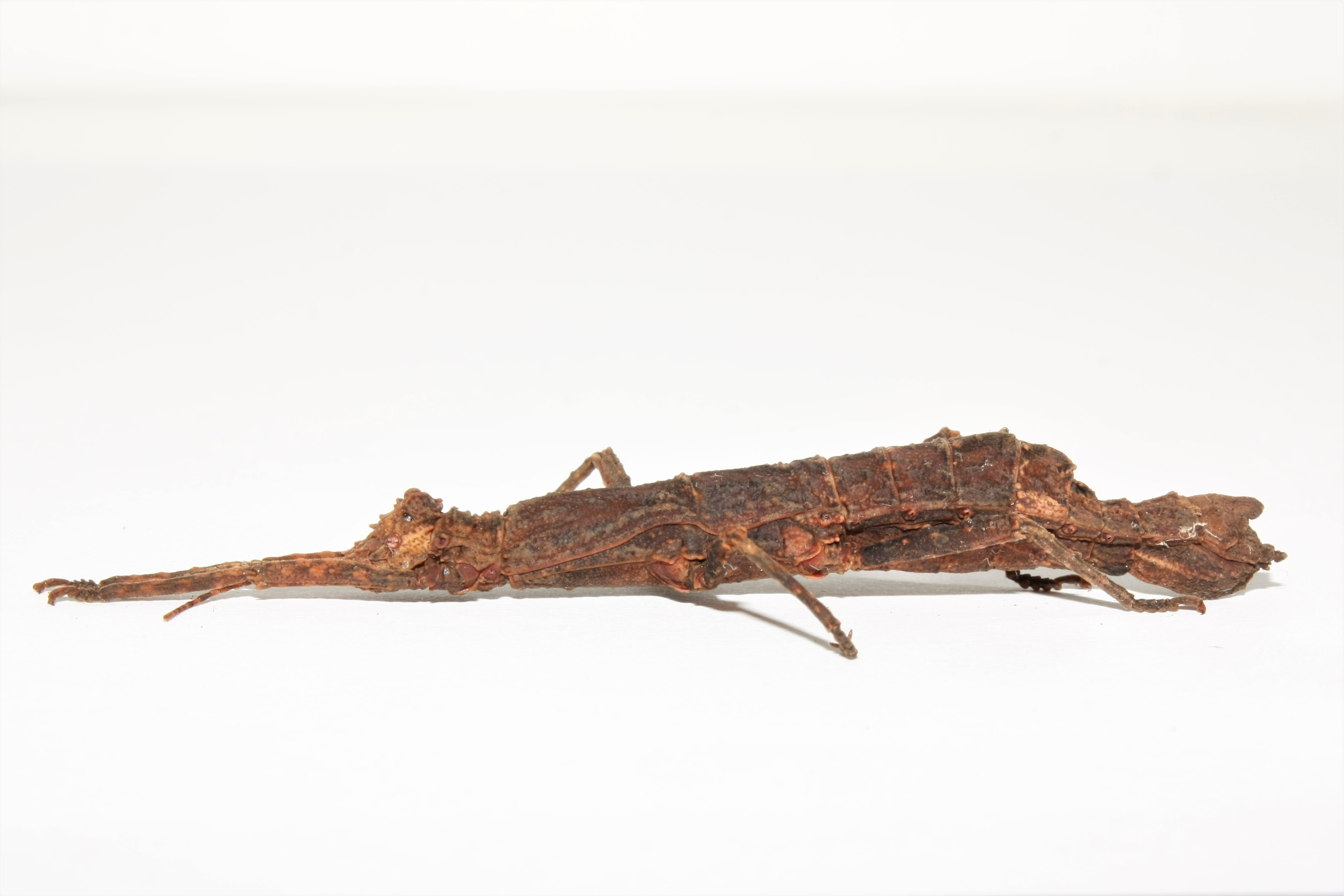
Weibchen vom Okinawa Stamm – lateral